# Semieje
Un semieje, o un palier, es un elemento de la transmisión en los vehículos automóviles destinado a transmitir la potencia desde el diferencial a las ruedas motrices.
Los vehículos con motor delantero y propulsión trasera utilizan un eje de transmisión longitudinal —o árbol de transmisión— para transmitir el movimiento giratorio del cigüeñal al diferencial y de ahí mediante semiejes transversales a las ruedas. En vehículos de tracción delantera y vehículos de propulsión trasera con el motor y/o la caja de cambios atrás no existe este eje de transmisión, sino que caja de cambios y diferencial forman un conjunto denominado transeje (transaxle), transmitiéndose el movimiento del cigüeñal directamente desde el diferencial a las ruedas mediante semiejes articulados.
La configuración de los semiejes varía por tanto en función de los requerimientos del tipo de trasmisión, suspensión y en su caso, dirección de cada vehículo.

## Tipos

### Semiejes no articulados

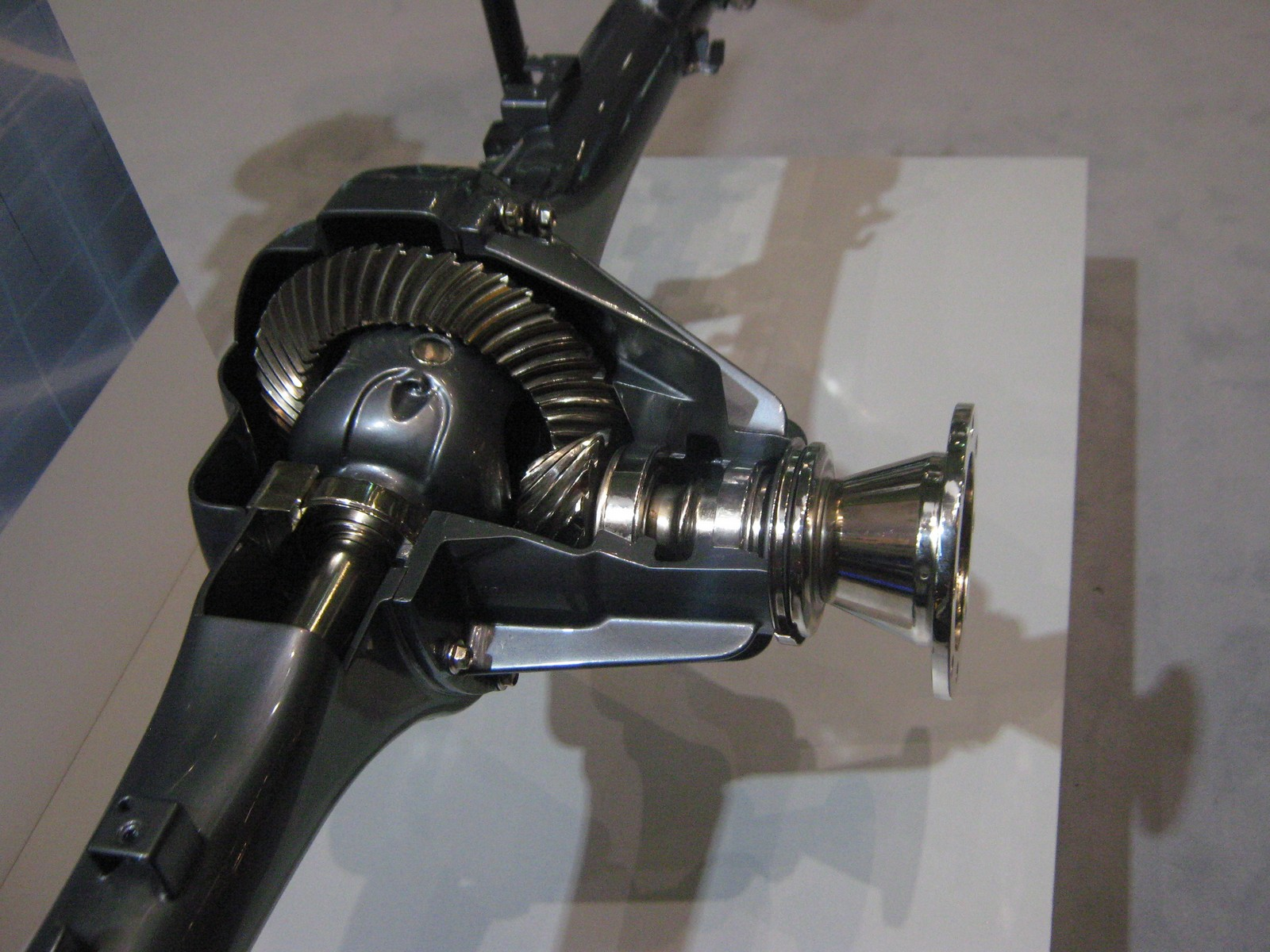
Corte de un eje rígido, el semieje derecho se puede apreciar dentro de la trompeta

Los ejes rígidos motores utilizan ejes no articulados. En este caso los palieres van dentro de unas prolongaciones del cárter del diferencial llamadas trompetas, sobre las que articulan los dispositivos de suspensión. Uno de sus extremos va engarzado por medio de estrías en el planetario correspondiente con el que se hace solidario, mientras que el otro extremo encaja en el cubo de la rueda, también solidariamente, para transmitirle su giro. Cuando el peso del vehículo es soportado íntegramente por la trompeta nos referimos a los palieres flotantes, mientras que cuando es el propio semieje el que lo soporta total o parcialmente se habla de palieres semiflotantes.

### Semiejes articulados
Los vehículos de tracción delantera, así como los de propulsión trasera con suspensión independiente o eje De Dion, llevan el diferencial —o en su caso el transeje— fijado al chasis, para permitir el movimiento relativo de las ruedas y reducir la masa no suspendida.
Por tanto, los semiejes no pueden ser solidarios con los planetarios del diferencial como en el sistema anterior, sino que deben contar con algún tipo de articulación para conectar el diferencial, fijado a la carrocería, con las ruedas en su desplazamiento. En la mayoría de los casos se necesitará además otra articulación en la rueda, para evitar que semieje la fuerce a variar sus ángulos de caída o de convergencia y algún mecanismo telescópico que permita al semieje adaptarse a las variaciones de distancia entre el diferencial y la rueda. Cuando el mecanismo telescópico utiliza una unión deslizante formada por dos ejes estriados, introducidos en un manguito o uno dentro del otro, nos referimos a cada uno de estos como "semipalieres".

#### Ejes oscilantes

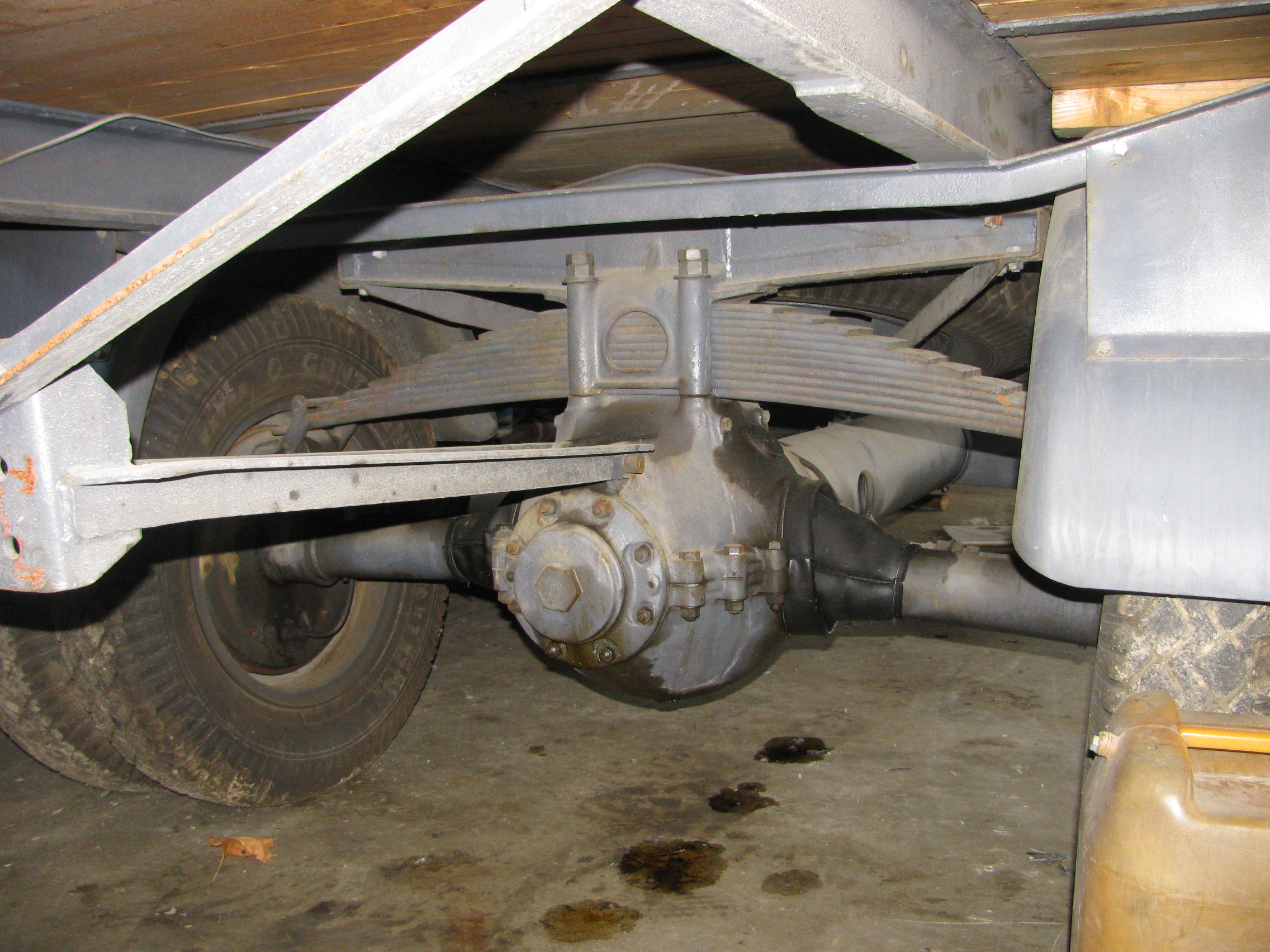
Ejes oscilantes en un Tatra T27. Nótese que el diferencial está fijado al chasis por lo que los semiejes oscilan cubiertos por las trompetas

En los ejes oscilantes los palieres también van dentro de trompetas, a veces denominadas "mangones", que actúan como brazos transversales, a las que se acopla directamente el cubo de la rueda sin ningún tipo de junta. Sin embargo los semiejes se articulan sobre el diferencial mediante juntas cardánicas, en torno a las que 'oscilan', forzando a las ruedas a describir un arco que mofica su caída. El guiado longitudinal de la trompeta se hace mediante las propias ballestas u otro mecanismo, con el objetivo de que el arco descrito sea estrictamente vertical, evitando modificaciones en la convergencia. 
De este modo tanto la distancia entre la rueda y el diferencial como la convergencia permanecían invariables a lo largo del recorrido de la suspensión, por lo que los semiejes únicamente necesitan una junta cardánica para conectar el palier con el planetario.
En la actualidad los ejes oscilantes no se utilizan en automóviles convencionales, estando restringido su uso a algunos vehículos recreativos y de obras públicas y especialmente a la gama de vehículos pesados del fabricante checo Tatra .

#### Brazos tirados y semitirados
En estos sistemas no existen trompetas, sino que el palier va al descubierto y se conecta al diferencial y a la rueda mediante la combinación de distintos tipos de articulaciones. 
- Los brazos tirados; son el tipo más sencillo de eje motor con suspensión totalmente articulada. Este sistema se utilizó poco en ejes motores, puesto que sus características geométricas eran tanto o más desfavorables que las del sistema anterior y su coste muy superior. En este caso tampoco hay mangueta, sino que el cubo de la rueda se fija directamente al extremo del brazo longitudinal -'tirado'- de suspensión. La rueda por tanto no se mueve en un plano estrictamente vertical, sino que describe un arco en sentido horizontal que desplazará la rueda hacia delante y detrás -wheel recession-, lo que obliga a articular el palier también en la rueda, pues de lo contrario este desplazamiento modificaría la convergencia. Además, en este caso no hay variación de la caída -en curvas la rueda se apoya en su flanco-, lo que obliga a utilizar una junta deslizante que permita al semieje adaptarse a las variaciones de distancia entre el diferencial y la rueda a lo largo del recorrido de la suspensión. Los palieres de este sistema encarecían el sistema frente a los sistemas basados en ejes oscilantes, pues empleaban un eje cardánico formado por dos juntas cardánicas conectadas mediante dos ejes estriados, uno macho y otro hembra introducidos uno dentro de otro.

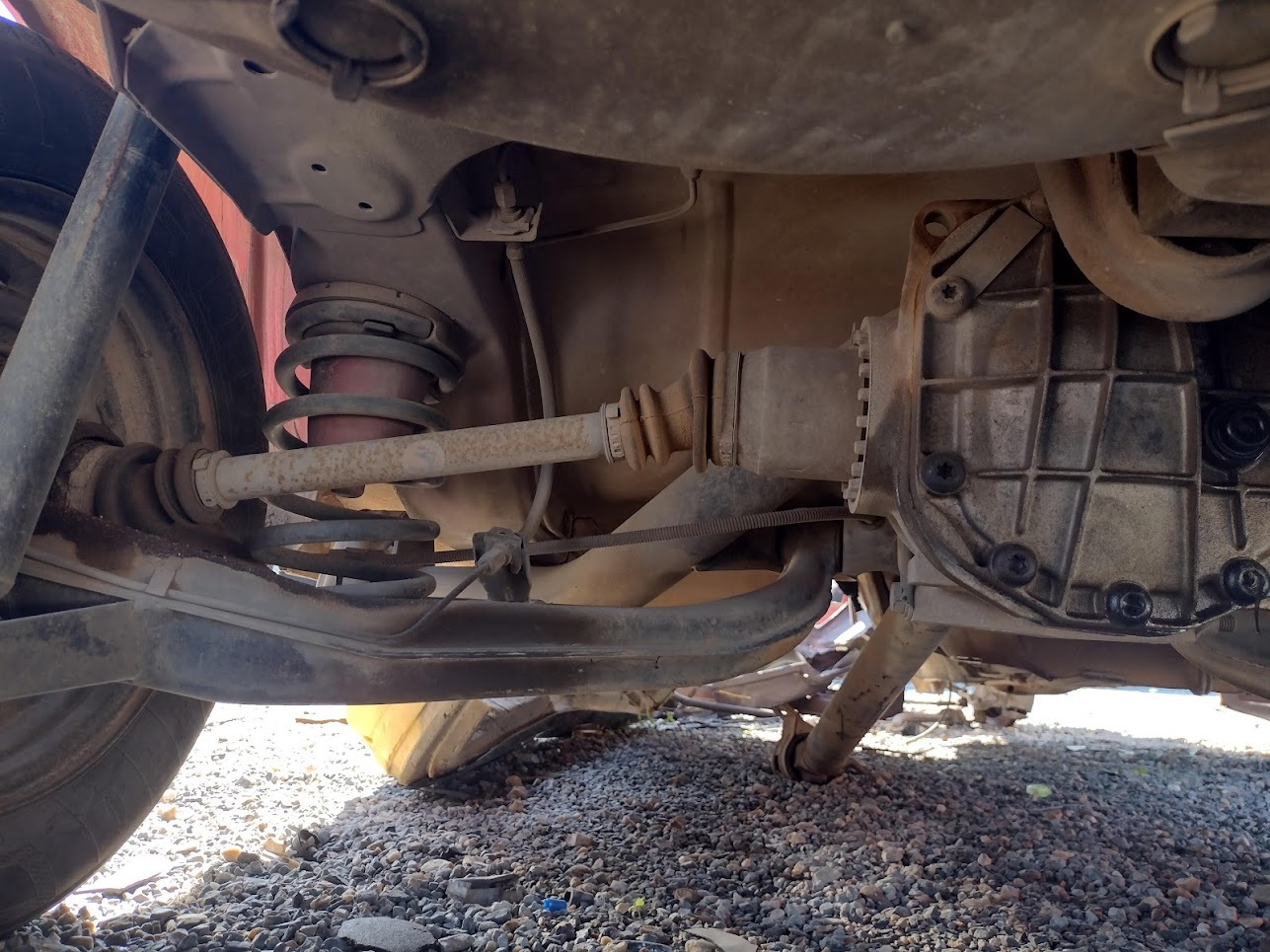
Semieje articulado mediante juntas homocinéticas en ambos extremos en un Ford Sierra

- Los brazos semi tirados; Semieje articulado mediante juntas homocinéticas en ambos extremos en un Ford Sierrasupusieron una evolución del sistema anterior y se utilizaron hasta los años 90 del pasado siglo. En este caso el anclaje del brazo es oblicuo, restringiendo el desplazamiento horizontal de la rueda respecto del diferencial -menor modificación de la convergencia- a cambio de inducir caída cuando se inclina la carrocería, lo que es óptimo de cara a la estabilidad pues permite que la mayor parte de la superficie de rodadura permanezca en contacto con la carretera. Fruto de ese menor desplazamiento longitudinal, los semiejes estaban sujetos a menores variaciones de longitud y ángulo de giro, lo que permitió utilizar en algunos vehículos económicos soluciones alternativas para abaratar su coste. Fiat y Simca emplearon en los Fiat 600 y primeros Simca 1000 un sistema de articulaciones mucho menos costoso que la combinación habitual de doble junta cardánica y junta deslizante. En su lugar uno de los extremos del palier se acoplaba al planetario mediante "patines" mientras que su otro lado estaba estriado e iba introducido en un manguito-flector separado por un simple distanciador de otro semipalier estriado conectado directamente a la rueda. Ford por su parte siguió el camino contrario en los semiejes del Ford Zephyr Mk.IV,[4] empleando juntas cardánicas en ambos extremos pero prescindiendo de la junta teléscopica, de modo que como en un eje oscilante la modificación de la caída mantenía constante la distancia entre la rueda y el diferencial. A partir de los años 70 el sistema alcanzó gran difusión por su menor coste sobre los brazos superpuestos, reservados entonces a automóviles de corte deportivo, pasando a utilizar una junta homocinética en los semiejes similares a las de los semiejes actuales.

#### Sistemas actuales
Las suspensiones McPherson, triángulos superpuestos o multilink utilizadas tanto en el tren delantero como en el trasero emplean manguetas articuladas sobre varios brazos, triángulos o conjuntos, de modo que sus desplazamientos son casi verticales (apenas se modifica la batalla ni la vía a lo largo del recorrido de la suspensión) lo que permite la utilización de otro tipo de juntas y su uso tanto en trenes traseros motores como en trenes motores y de dirección. 
Estas suspensiones también requieren semiejes con juntas tanto en el lado del diferencial como de la rueda y siempre van acompañadas de algún mecanismo telescópico. Inicialmente también se utilizaron semiejes con juntas cardánicas en ambos extremos junto con un acoplamiento estriado de la rueda como en los Fiat Dino y Fiat 130 . Sin embargo el abaratamiento y el aumento de la fiabilidad de las juntas homocinéticas supuso el paulatino abandono de las junta cardánicas en los semiejes. En la actualidad en el lado del diferencial siempre se utilizan juntas trípode oscilantes-deslizantes tipo 'Glancer-Spicer', mientras que en el lado de la rueda se suelen emplear juntas 'Glancer'.

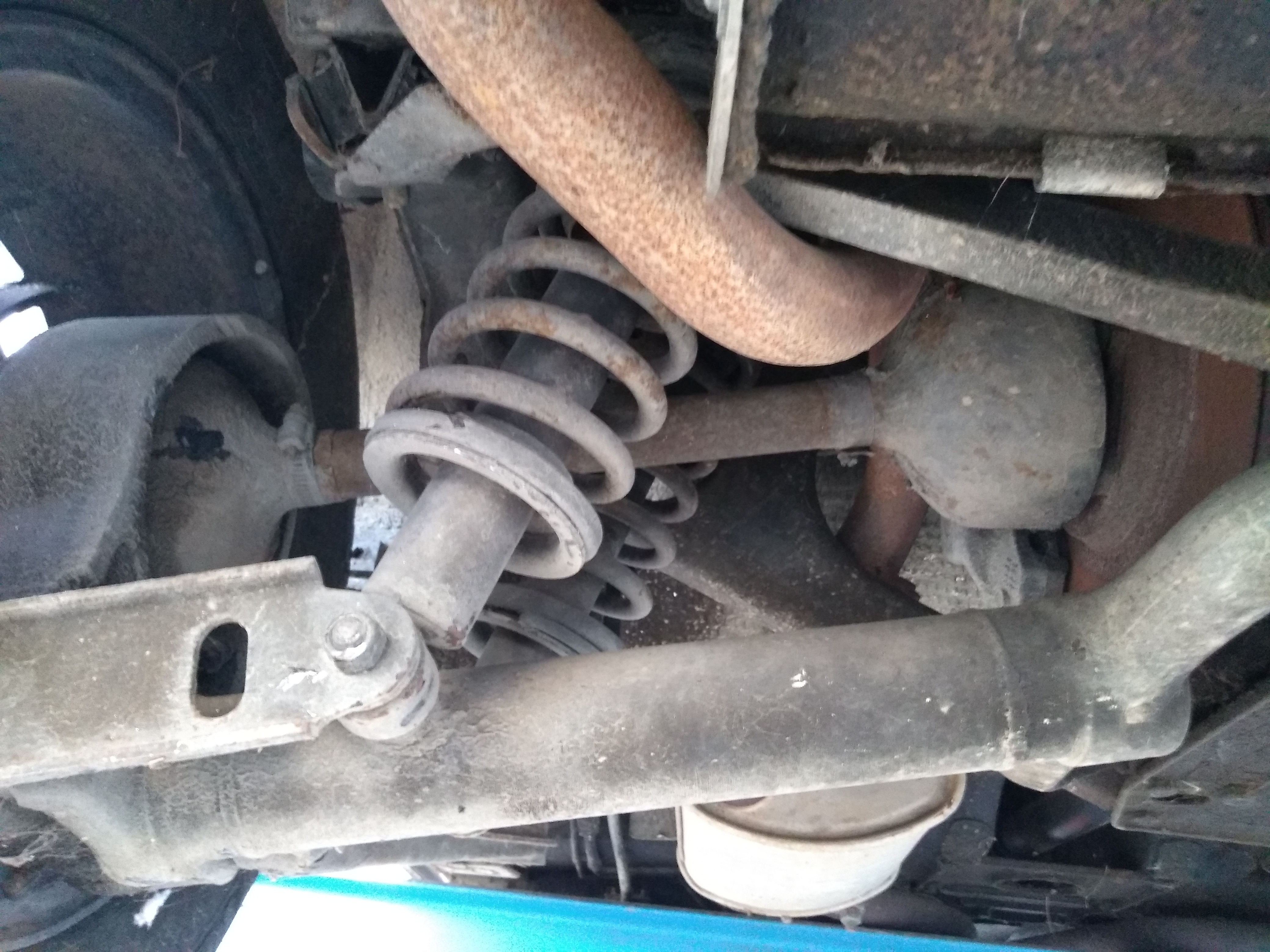
Suspensión clásica Jaguar; Los semiejes actúan de brazo superior, portando y guiando la rueda desde el centro, por lo que utilizan juntas cardánicas y prescinden de junta deslizante

#### Semiejes que actúan como brazo de suspensión
Un caso aparte lo constituyen estos sistemas, derivados lejanos de los ejes oscilantes, en los que los semiejes se utilizan como brazos de suspensión, bien superiores en un sistema de triángulos superpuestos o bien inferiores en un sistema McPherson, en cuyo caso el sistema se denomina 'conjunto Chapman'. En estos sistemas los semiejes soportan los esfuerzos transversales y guían la rueda desde su centro como en un eje oscilante, por lo que emplean robustas juntas cardánicas y su longitud es fija. Sin embargo a diferencia de los ejes oscilantes están también articulados en la rueda, puesto ésta es guiada adicionalmente por otro elemento -un triángulo inferior o un conjunto muelle/amortiguador superior- conectado a una mangueta. Ejemplos de semiejes utilizados como brazo superior en un sistema de triángulos superpuestos se pueden encontrar en la suspensión clásica de Jaguar -empleada hasta 2006- o la suspensión trasera de sucesivas generaciones de Chevrolet Corvette. Los conjuntos Chapman por su parte se utilizaron en vehículos deportivos Lotus y en algunos microcoches.

#### Evolución de los semiejes en vehículos de tracción delantera

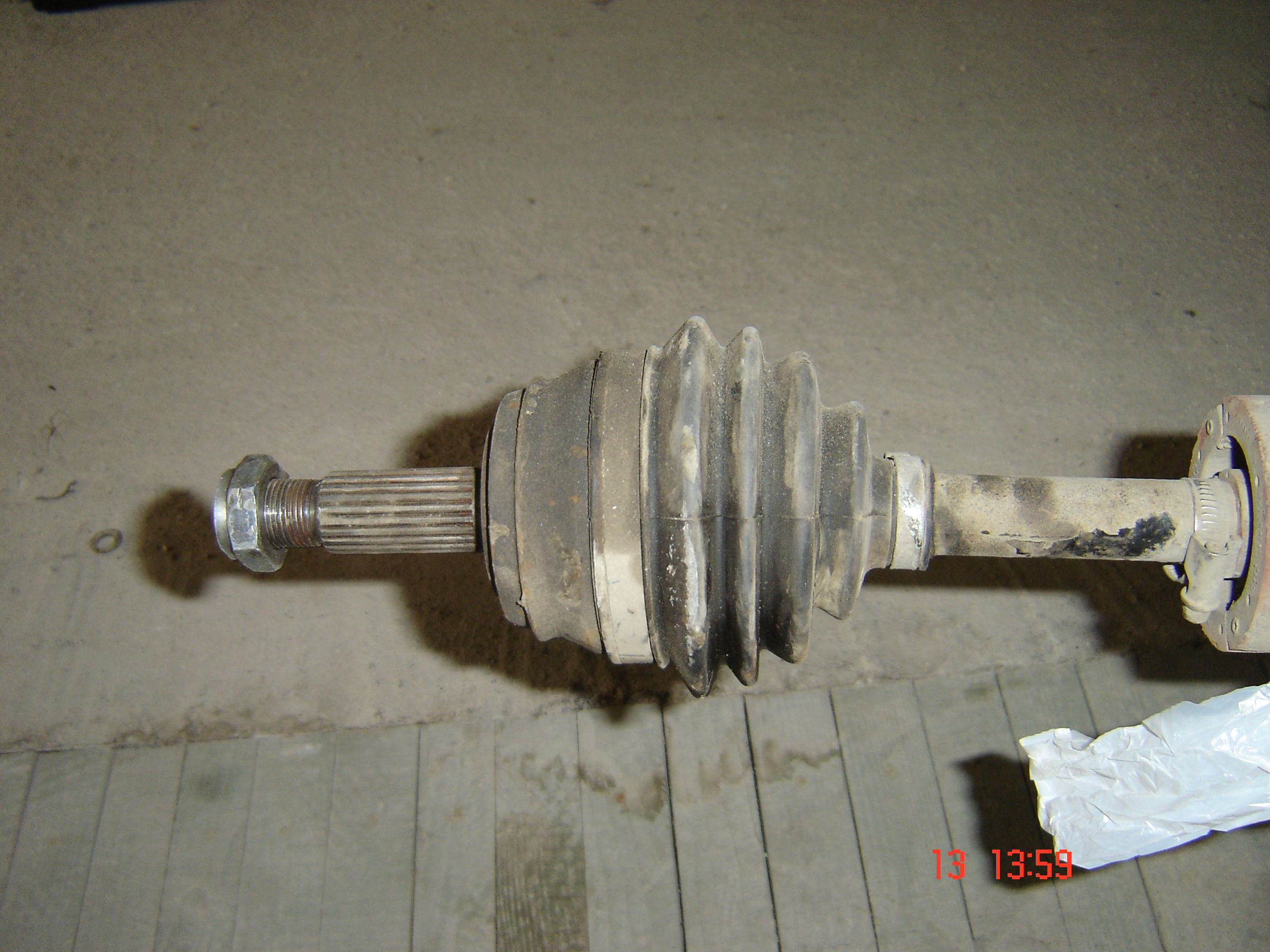
junta homocinética Rzeppa del lado de la rueda de un semieje de un vehículo de tracción delantera

Actualmente todos los vehículos de tracción delantera utilizan suspensiones McPherson, triángulos superpuestos o multilink y semiejes con juntas homocinéticas. La configuración más común es el empleo de una junta trípode oscilante-deslizante tipo 'Glancer-Spicer' en el lado del diferencial junto con una junta de bolas 'Rzeppa' en el lado de la rueda. 
Históricamente sin embargo la construcción de semiejes de transmisión en vehículos de tracción delantera fue complicada y limitó la difusión del sistema:
- Inicialmente se emplearon ejes cardánicos similares a los vehículos de propulsión trasera con suspensión articulada. Sin embargo esta disposición se enfrentaba a un grave problema; las juntas cardánicas no son homocinéticas, por lo que el eje de salida sufre una aceleracíon y un retraso cada medio giro que aumenta con el ángulo formado por los árboles. Si en los semiejes de vehículos de tracción trasera el uso de dos juntas cardáncias soluciona el problema al anularse estas oscilaciones periódicas entre sí, en ejes directrices esta solución no es suficiente puesto que al ángulo formado entre el semieje y la rueda se suma el ángulo de giro de la rueda, que puede ser tan elevado que genere una vibración que afecte a semiejes y caja de cambios.
- Una primera solución fue emplear semiejes con una junta cardánica a la salida de la caja de cambios, junto con una junta deslizante y un doble cardán en el lado de la rueda (como en los Citroën Avant o 2CV o en los BMC derivados del Mini). Sin embargo el volumen de esta disposición y su coste limitaba mucho el diseño de las transmisiones por lo que en diseños sencillos, como algunos microcoches, se prefería reforzar el palier asumiendo la irregularidad. Un ejemplo de este tipo de transmisiones aún puede encontrarse en algunos vehículos de uso específico todo terreno, en el que la falta de adherencia del terreno permite el resbalamiento de la rueda sin afectar a la transmisión.
- Finalmente la difusión de la disposición Giacosa democratizó el uso de las hasta entonces prohibitivas juntas homocinéticas. En este sistema, a diferencia de en la disposición Issigonis o en los vehículos con motor longitudinal, los semiejes son de distinta longitud al ser el motor transversal y situarse la caja de cambios en prolongación del cigüeñal. Para evitar el efecto giroscópico derivado de la diferencia de longitud algunos vehículos, especialmente aquellos con mucho par tienen el semieje largo articulado en dos partes mediante una junta cardánica, pero siempre se utilizan juntas trípode y de bolas en sus extremos.